# تشاد هاتشينسون
تشاد هاتشينسون (بالإنجليزية: Chad Hutchinson)‏ هو لاعب كرة قاعدة أمريكي، ولد في 21 فبراير 1977 في سان دييغو في الولايات المتحدة.

## وصلات خارجية
- تشاد هاتشينسون على موقعبيزبول رفرنس.كوم (الدوري الرئيسي) (الإنجليزية)
- تشاد هاتشينسون على موقع مرجع كرة القدم المحترفة.كوم (الإنجليزية)